# Weinfest von Marino
Das Weinfest von Marino (italienisch Sagra dell’Uva di Marino) ist ein italienisches Volksfest in der Stadt Marino in der Nähe von Rom. Die Feierlichkeiten finden jährlich am ersten Oktoberwochenende statt. Sie beginnen am Donnerstag und enden am Montag mit der sogenannten Sagretta, dem kleinen Fest.

## Geschichte
Seinen Ursprung hat das Fest sowohl in religiösen als auch in historischen Begebenheiten. Erstmals wurde es vom 11. September bis 10. Oktober 1904 abgehalten und „Feste Castromenie“ genannt. 1924 wurde diese Idee wieder aufgegriffen und das Fest findet seitdem jährlich statt. In seiner heutigen Form wurde es 1925 von einem Dichter aus Rom, Leone Ciprelli (1873–1953), initiiert, dessen Eltern aus Marino stammten. Das Besondere am Weinfest in Marino sind die Brunnen, aus denen Wein fließt – einzigartig in Italien.

### Historischer Ursprung
Schon in der Römerzeit war die Weinherstellung für die Einwohner von Marino und dem umliegenden Anbaugebiet „Castelli Romani“ sehr wichtig. Darüber hinaus ist bekannt, dass schon in der römischen Antike Oktoberfeierlichkeiten abgehalten wurden. Auch im Mittelalter war die Weinherstellung eine wichtige Einnahmequelle für die örtliche Wirtschaft. 

### Religiöser Ursprung
Die Wurzeln dieses Festes sind auch religiös. Am 7. Oktober 1571 kämpfte die Heilige Liga in Lepanto gegen die Türken und siegte über sie. Marcantonio Colonna, Herr über Marino, war einer der Anführer der Armee. Am Ende des Krieges, am 4. November 1571, kehrte er nach Marino zurück, wo seine Familie wohnte. Die Schutzpatronin der Schlacht war die Madonna des Heiligen Rosenkranzes, die drei Tage später von Papst Pius V. als Schutzheilige des Kirchenstaates proklamiert wurde. Er befahl zudem, in jeder Stadt des damaligen Vatikanstaates ein Fest zu Ehren der Mutter Gottes zu organisieren. Noch heute wird ein türkischer Schutzschild aus der Seeschlacht von Lepanto in der Basilika Sankt Barnaba in Marino aufbewahrt. 1924 wurde das Weinfest auf den ersten Oktobersonntag gelegt.

### Entwicklung seit 1925
Die Hauptattraktion besteht in den „Wunderbrunnen“, aus denen während der Feierlichkeiten Wein fließt, der in die sonst mit Wasser gefüllten Rohre geleitet wird. Leone Ciprelli veranstaltete auch ein Pferderennen mit einem beeindruckenden Beleuchtungssystem und einem Umzug mit allegorischen Festwagen. 1926 wurde zudem der erste Wettbewerb für musikalische Dichtung organisiert. Präsident des Preisgerichts war der berühmte römische Dichter Trilussa. Seit 1929 wird auch ein historischer Umzug veranstaltet, der an die Rückkehr von Marcantonio Colonna nach dem Sieg von Lepanto erinnert. All diese Bräuche, mit Ausnahme der Pferderennen, sind heute noch Bestandteile des Festprogrammes. Während des Zweiten Weltkriegs wurde das Fest durch das faschistische Regime politisch missbraucht, sodass viele Einwohner nach dem Ende des Krieges nicht mehr an einer Wiederbelebung interessiert waren. Doch Ciprelli konnte sie überzeugen, das Fest wieder aufleben zu lassen.

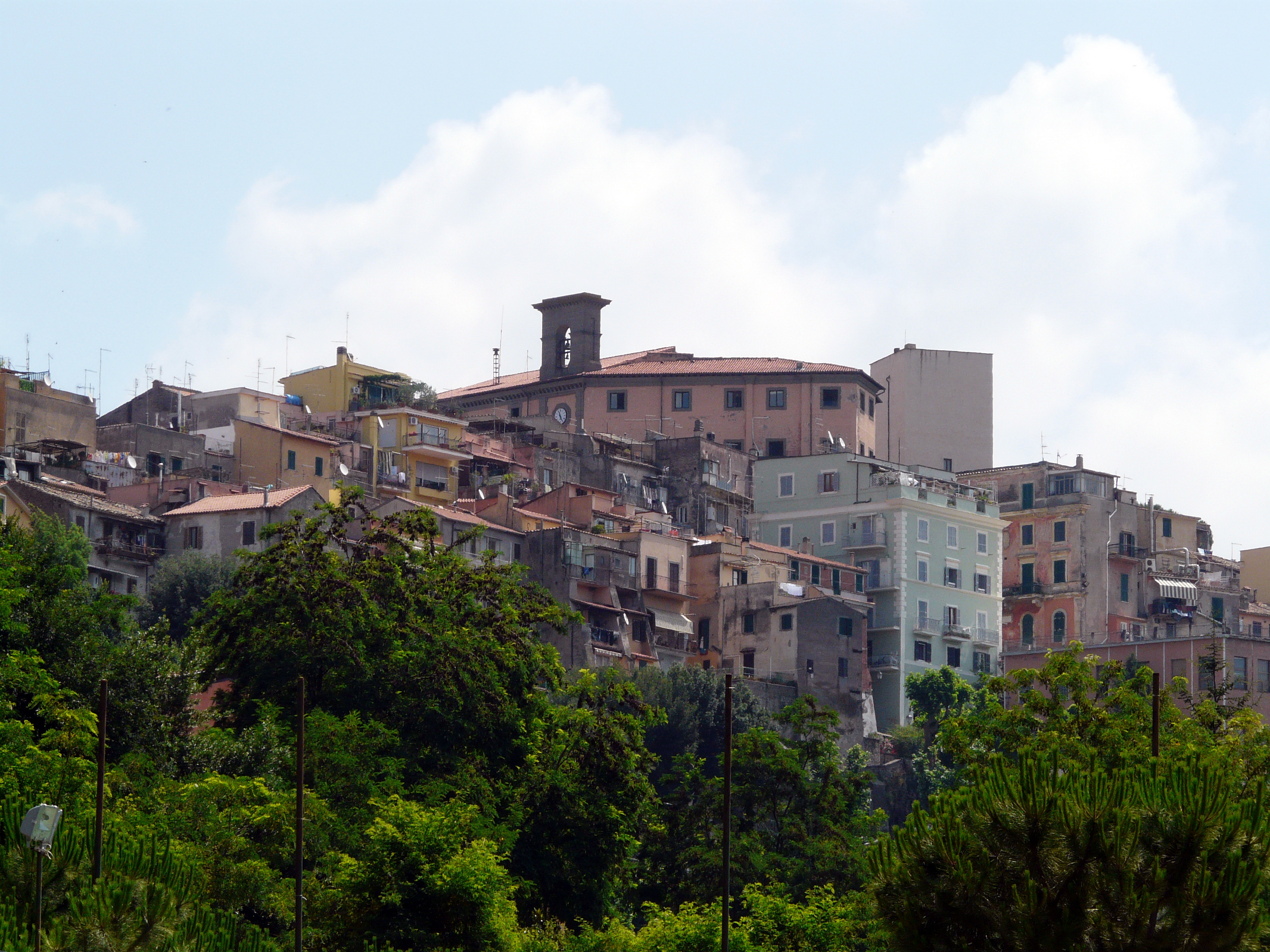
Ortsansicht
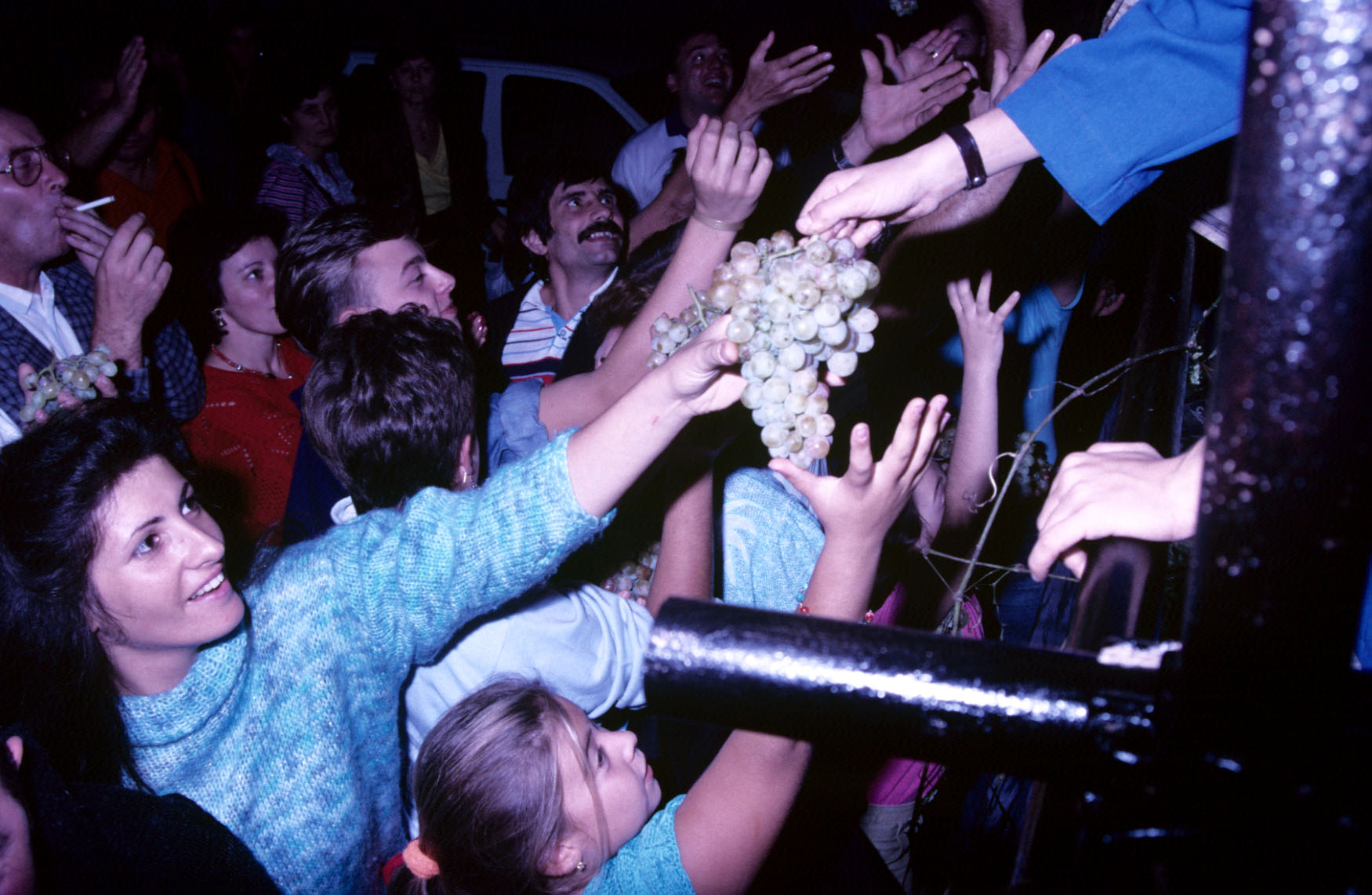
Weinfest 1986
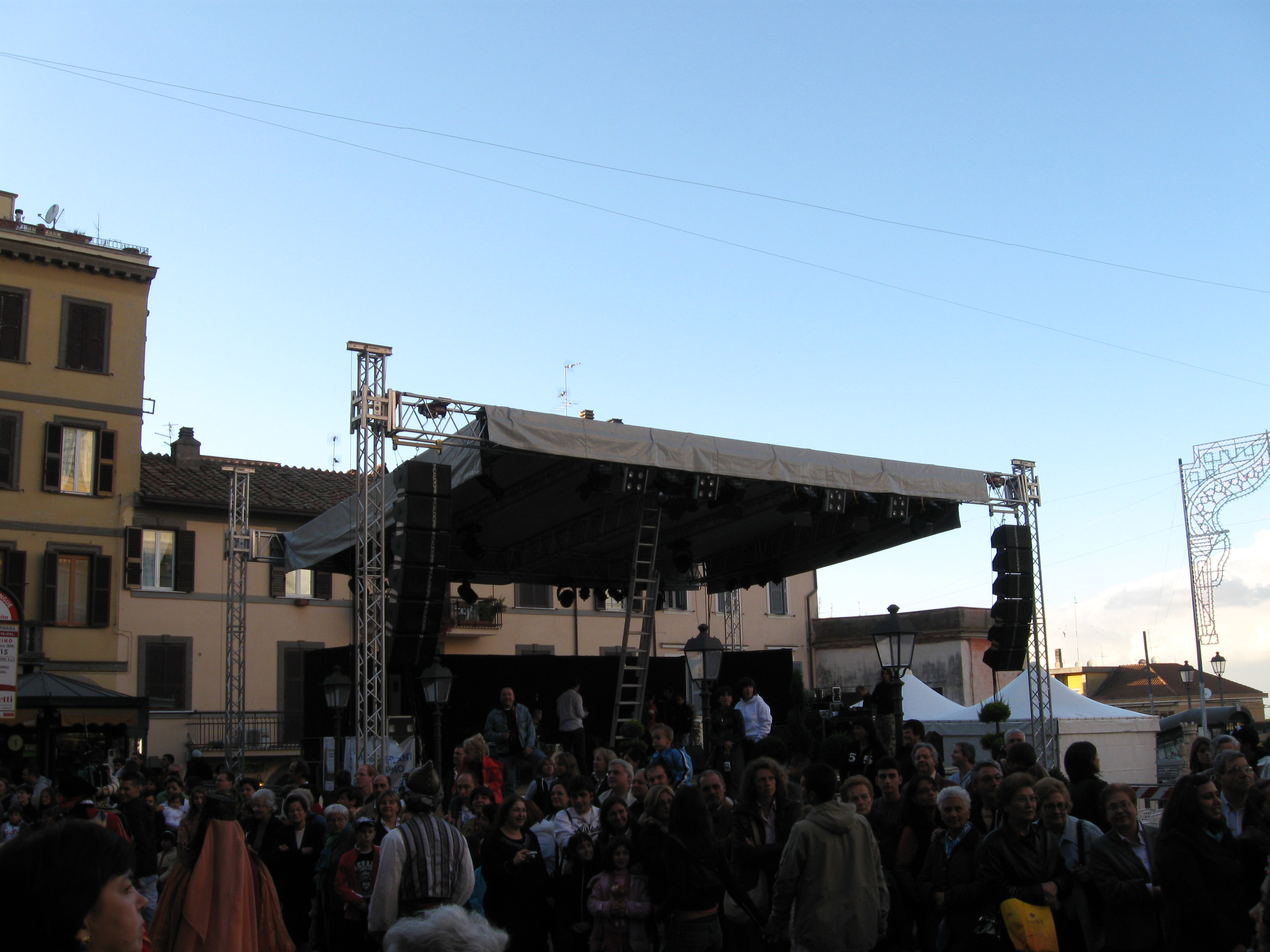
Tribüne im Jahr 2008
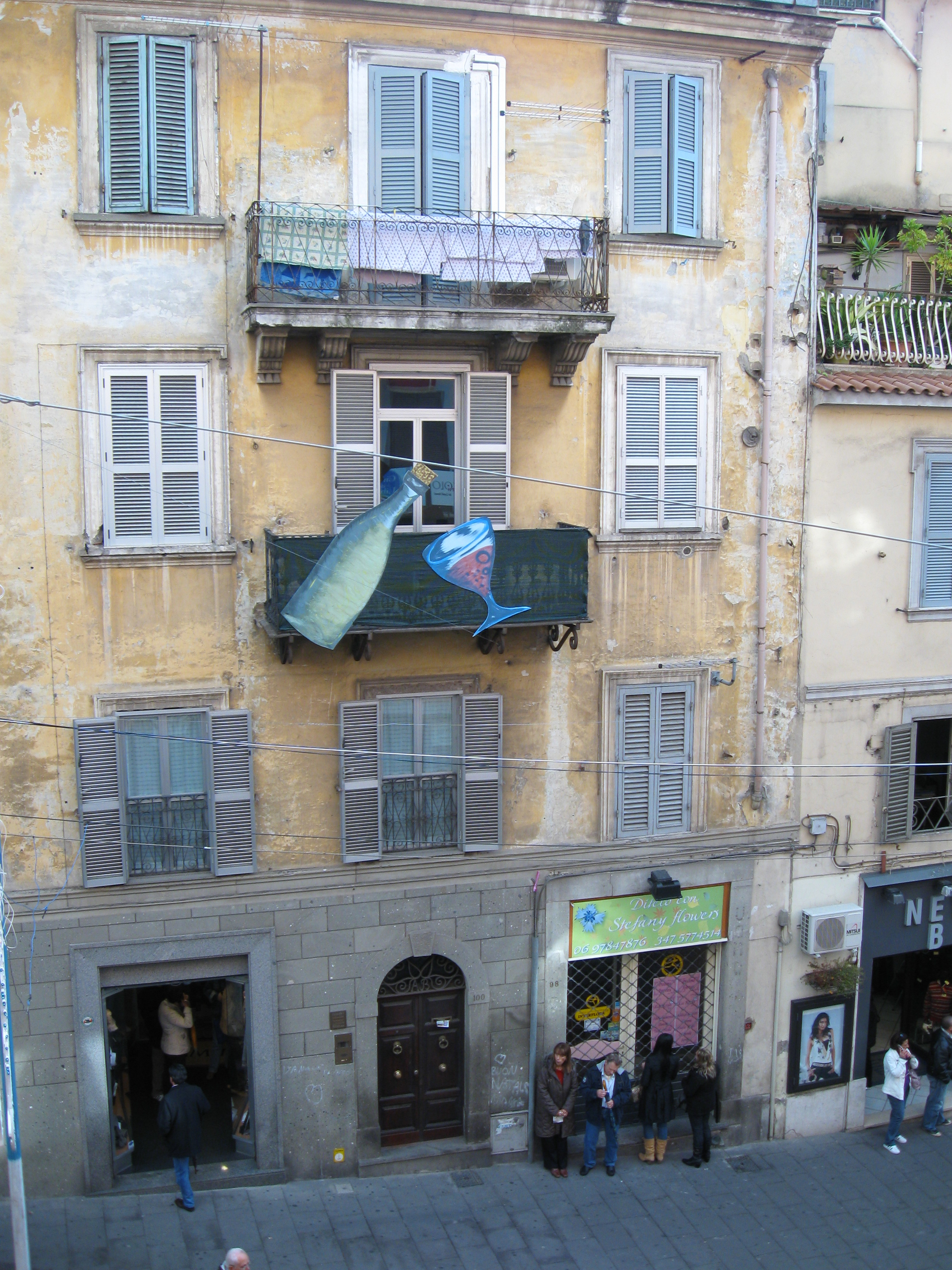
Typische Hausdekoration während des Festes
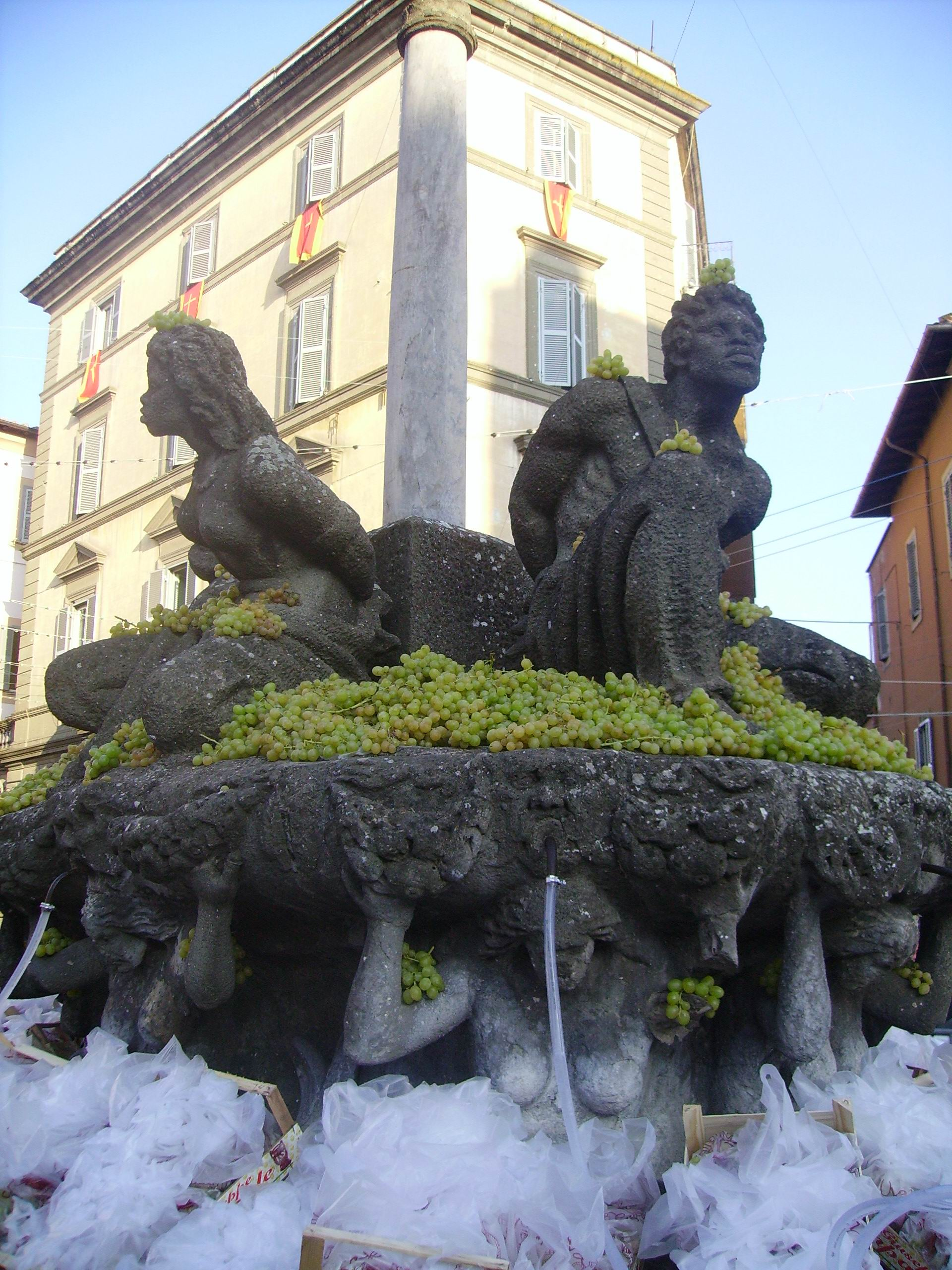
Weinbrunnen

## Höhepunkte des Festes
Am Samstagnachmittag wird mit einem historischen Umzug, an dem reitende Boten, Trompeter und Fahnenschwinger teilnehmen, an die Nachricht der Rückkehr von Marcantonio Colonna nach dem Sieg von Lepanto erinnert.
Der erste Teil des Sonntags hat einen sakralen Charakter. Am Morgen wird eine Prozession veranstaltet, um die Madonna des Heiligen Rosenkranzes zu ehren: ihr Standbild wird traditionell auf dem Rücken getragen. Am Ende der Prozession wird eine heilige Messe gelesen. Kinder bieten der Madonna im Namen der ganzen Bevölkerung gesegnete Trauben und Wein an und bitten um Schutz für die Weinberge. 
Am Nachmittag beginnt der zweite Teil, eine heidnische Zeremonie: Auf den mit Trauben geschmückten Straßen wimmelt es von Menschen. Ein historischer Umzug stellt den Triumpheinzug von Marcantonio Colonna und seiner Armee in der Stadt sowie das Treffen mit seiner Familie dar, die während der Seeschlacht von Lepanto in Marino weilte. Die Rollen von Marcantonio Colonna und seiner Frau Felice Orsini werden von Schauspielern interpretiert. Bemerkenswert sind auch die historischen Kostüme, die zu diesem Anlass angezogen werden. 
Zum Sonnenuntergang tritt das „Wunder“ ein: Aus den Brunnen der Stadt fließt Wein. Ein Umzug mit allegorischen Festwagen führt gleichzeitig durch die Stadt. 
Die Sagretta, das sogenannte kleine Fest, das am Montag stattfindet, wurde erst nach dem Zweiten Weltkrieg eingeführt. Es ist eine verkleinerte Version des Festes, in der die heidnischen Kulte nochmals dargestellt werden (der historische Umzug, die allegorischen Festwagen und das Wunder des Weins). Die Sagretta ist vor allem das Fest der Einwohner von Marino. Deshalb wird es auch Sagra dei Marinesi genannt.

## Sonstiges
Am Weinfest im Jahr 2006 wurde der deutsche Komponist Hans Werner Henze, der Marino zu seiner Wahlheimat erklärt hat, mit der Ehrenbürgerschaft ausgezeichnet. 
Seit 2004 ist Marino mit der griechischen Stadt Nafpaktos, dem früheren Lepanto, in einer Städtepartnerschaft verbunden.